# Дельво, Поль
Поль Дельво (фр. Paul Delvaux; 23 сентября 1897, Анте — 20 июля 1994, Вёрне, Западная Фландрия) — бельгийский художник, видный представитель сюрреализма. На него повлияли работы Джорджо де Кирико и Рене Магритта, но он разработал свои собственные фантастические сюжеты и гиперреалистичный стиль, сочетая детализированную классическую красоту академизма с причудливыми сопоставлениями сюрреализма.

## Ранние годы
Дельво родился 23 сентября 1897 года в Анте (ныне часть Ванз) в бельгийской провинции Льеж. Его родители жили в Брюсселе, но его мать отправилась в дом своей матери, чтобы родить первого ребенка. Дом, где он родился, позже был уничтожен пожаром в 1940 году. 
Отцом был Жан Дельво, преуспевающий барристер в Апелляционном суде Брюсселя. Матерью была музыкантша Лора Жамотт, которая стала сильной и доминирующей фигурой в его жизни, направляя, контролируя и подавляя его детские и юношеские желания.
Юный Дельво изучал греческий и латынь, впитывал фантастику Жюля Верна и поэзию Гомера «Одиссея». Эти чтения оказали большое влияние на его творчество, начиная с самых ранних рисунков с мифологическими сценами. 

## Жизнь и творчество
Начал изучать архитектуру в Королевской академии изящных искусств в Брюсселе, где с 1916 по 1917 год изучал архитектуру, а с 1918 по 1919 год — монументальную живопись, затем перешёл в класс живописи Констана Монталя. Архитектура тем не менее навсегда осталась источником вдохновения для Дельво, в его полотнах постоянно возникают различные архитектурные элементы.
В 1929 году Дельво впервые встретил Анну-Мари де Мертелаер, которую он прозвал «Тэм», и они полюбили друг друга. Однако властная мать заставила его расстаться с «Тэм», потребовав от него обещания никогда больше ее не видеть. Дельво был очень опечален этим, и его картины приобрели более одинокий и отстраненный тон. Его мать умерла 31 декабря 1932 года.
В начальной фазе своего творчества художник испытал влияние неоимпрессионизма, затем экспрессионизма. В 1932 году посещает музей Шпитцнера во время Брюссельской ярмарки. В 1934 году посещает в Брюсселе выставку сюрреалистов «Минотавр», перевернувшую все предыдущие воззрения Дельво на искусство. Здесь он знакомится с Джорджо де Кирико, оказавшим особое влияние на творчество Дельво, а также с Рене Магриттом, Максом Эрнстом и Сальвадором Дали. В 1930-е годы Дельво выставляет свои работы совместно с Магриттом во Дворце изящных искусств в Брюсселе, а в 1938 году принимает участие в организованной Андре Бретоном и Полем Элюаром Международной сюрреалистической выставке в Париже. В 1939 году Дельво отправляется в Италию. В 1940 году его работы были выставлены на одной Международной выставке в Мехико, организованной Бретоном и Пааленом. В том же году сотрудничал с журналом Магритта и Юбака «Коллективное новшество», издаваемым в Брюсселе. 1940—1950-е годы — пик творческой карьеры Дельво.
В центре мира фантазии художника всегда стоит женщина, являющаяся часто предметом болезненной и пассивной эротики. Типичная сцена в изображении Дельво — женская фигура на фоне уходящего в бесконечность ландшафта, окружённая загадочными нидерландскими или фламандскими архитектурными элементами. Тематика картин Дельво дала повод Андре Бретону заметить, что художник делает «наш мир Царством Женщины — повелительницы сердец».
Дельво был одним из наиболее успешных сюрреалистских художников, несмотря на то, что никогда официально не состоял в сюрреалистском движении.
«Тэм» умерла 21 декабря 1989 года. В этот момент Дельво полностью отказался от творчества. Он умер в Вёрне 20 июля 1994 года и был похоронен там рядом со своей любимой женой. 

## Избранные полотна
- «Эрмитаж» 1973 частное собрание
- «Откровенный голос» 1948 Брюссель, Королевский музей изящных искусств
- «Розовые ленты» 1937 Антверпен, Королевский музей изящных искусств
- «Большая аллея» 1964 Лондон, Центр Сюрреалистского искусства Акори
- «Посёлок русалок» 1942 Чикаго, Институт искусств